# Colelia (okręg Vâlcea)
Colelia – wieś w Rumunii, w okręgu Vâlcea, w gminie Diculești. W 2011 roku liczyła 180 mieszkańców.